# Charles Calamel
 (janvier 2017).
Si vous disposez d'ouvrages ou d'articles de référence ou si vous connaissez des sites web de qualité traitant du thème abordé ici, merci de compléter l'article en donnant les références utiles à sa vérifiabilité et en les liant à la section « Notes et références ».
 (janvier 2017).
Pour les articles homonymes, voir Calamel.
Charles Calamel est un contrebassiste de jazz français, né le 2 octobre 1956, à Paris (France). 

## Biographie
Depuis janvier 2023, en retraite de ses enseignements universitaires, Charles Calamel poursuit néanmoins ses recherches en sciences cognitives et ses interventions en formation d’adultes dans les contextes institutionnels. Celles-ci s’élaborent en Recherche-Action-Formation, notamment pour l’Institut National des Etudes Territoirales (INET du CNFPT) où Il intervient depuis 2015 auprès des cadres A et A+ de la Fonction Publique Territoriale et de l’Etat. 
Docteur en sciences de l’éducation, tout en poursuivant sa pratique musicale, Charles Calamel est chercheur associé au LIRTES EA 7313 de l'UPEC Paris XII, et du CREF de l'Université de Nanterre Paris X, option Formation d'adultes et évaluation des organisations. Il fait partie de l'équipe de recherche Cadres d'Interventions en Terrain Sensibles (CITS).  
Charles Calamel a publié chez L’Harmattan en 2020 dans la collection "Ecriture" un essai "Et Alors... Considérations sur le Jazz" ; en 2013, un opus dans la collection Terrains sensibles : "Le jazz, un modèle pour apprendre". il écrit et dirige quelques ouvrages collectifs pour la revue Spécificités, publiée sur CAIRN.
Dès 1981, Charles Calamel joue avec : Denis Colin, Georges Caumont, Vincent Daune, Joël Bouquet, Olivier Beurotte, Jorge VI, Michel Barbe, Bernard Drouillet, Françoise Pujol, Elton Dean, Pip Pyle, Sophia Domancich, Mimi Lorenzini, Andy Sheppard, Andrew Crocker, Jean Claude Onesta, Ronnie Lynn Patterson, Martin Coriton, Marc Sims, Jef Sicard, Frédéric Firmin, Gérard Pansanel, etc.

## Discographie
- 1988 - Davenport, Trio Davenport avec Sophia Domancich (piano), Bernard Drouillet (batterie) - Vogue (label) / Réédition de l'album en 2015 distribution Japon et Europe - Absilone[4]
- 2003 - Pierre-Jean Zantman - Chante Mi Chante Moi  avec Pierre-Jean Zantman (chant, guitare), Charles Calamel (Contrebasse), Francis Jauvain (accordina)- label Enfance et Musique[5]
- 2017 - Conférence[6] : Concevoir le changement. Le Graph : Innover par les idées, rénover les pratiques. Pascal PICQ Professeur au Collège de France, Paléoanthropologue Charles CALAMEL Sociologue, Docteur en Science de l'éducation, Chercheur au CREF Yves CHARPAK Épidémiologiste, Chercheur à l'INSERM de membre de l'OMS.

## Ouvrages
- La Boussole de la professionnalité. Rapport de recherche. https://hal.science/hal-04982293 HAL 2025
- Modélisation pour une théorie de l'expérience. Article https://hal.science/hal-04285786 HAL. 2023
- Résonances silencieuses. l'Harmattan collection littérature. Novembre 2022
- Dans l’entre-deux de la transition écologique et énergétique à Bordeaux Métropole. Rapport de recherche. HAL 2021
- Et Alors … Considérations sur le jazz. l’Harmattan collection "Ecriture", 2020[7]
- Construction d’un référentiel d’accompagnement socio-éducatif. Rapport de recherche. HAL 2019
- Aide ou Contrôle ? Les clefs du paradigme. Rapport de recherche. HAL 2018
- Changer de paradigme pour piloter sa trajectoire professionnelle. Rapport de recherche. HAL 2018
- De la situation de jazzman à celle de professeur de piano : vers la notion de « double-face ».Ouvrage collectif : CAIRN 2018
- Jazz et théorie enracinée : la construction d’un modèle d’apprenance. Cairn 2016
- Sensibilité agissante et sensibilité théorique : du musicien-déchiffreur au chercheur-observateur. Ouvrage collectif 2015
- Le jazz : Un Modèle pour apprendre. De la musique à la construction de soi, L'Harmattan, collection Terrains sensibles, 2013[8]
- Demain je serai artiste, avec S. Jaoui, Éditions La Martinière, collection Hydrogèn, 2004[9]
- Le jazz : une méthodologie de la coopération, article de conférence, Biennale du CNAM, 2015.
- Jazz et institution, Article de conférence, Toulouse, HAL, 2016
- Artistes et employabilité : une insertion professionnelle accompagnée, Toulouse, HAL, 2013
- Le jazz : la problématique d’une trans-mission, article de conférence. CNAM, 2013
- Vers une didactique des enseignements des Musiques Actuelles ?, article, Toulouse, HAL, 2012-2013
- Mingus ou la magie de l’improvisation, Toulouse, HAL, 2011